# Улица Олега Кошевого (Прилуки)
У́лица Оле́га Кошево́го (укр. ву́лиця Оле́га Кошово́го) — одна из улиц Прилук. Расположена в микрорайоне Ракитный. Протяжённость 550 метров.

## Этимология годонима
Улица названа в честь Олега Кошевого, одного из организаторов подпольной комсомольской организации «Молодая гвардия» в годы Великой Отечественной войны 1941—1945.

## Трассировка
Своё начало берёт от пересечения с улицей Парижской Коммуны, заканчивается пересечением с Ракитной улицей. На своём протяжении имеет пересечения с улицами:
- 4-й переулок Олега Кошевого
- 2-й переулок Саксаганского
- 3-й переулок Олега Кошевого
- 2-й переулок Олега Кошевого
- улица 18-го Сентября
- 1-й переулок Олега Кошевого
- переулок Героев Крут

## Здания, сооружения, места
В основном застроена частными домами. В начале улицы между улицей Парижской Коммуны и 2-го переулка Саксаганского расположена большая детская игровая площадка. Конец улицы по чётной стороне застроен многоэтажными домами.

## Транспорт
Остановка «ул. О. Кошевого» на пересечении с ул. 18-го Сентября. 

Автобус: 9 

Маршрутное такси: 19